# Jilm v Poustce
Jilm v Poustce je památkově chráněný strom rostoucí na severu České republiky, ve Frýdlantském výběžku Libereckého kraje ve Višňové, respektive v její části zvané Poustka.

## Poloha a historie
Jedinec jilmu vazu (Ulmus laevis Pallas) roste v severozápadních partiích vesnice, na zahradě domu číslo evidenční 5. Při jeho severní straně teče řeka Smědá. Strom roste v její údolní nivě v místě, kde zahrada přechází v zatravněnou plochu. Nachází se zde protipovodňová ochranná hráz. Strom byl vyhlášen na základě rozhodnutí městského úřadu ve Frýdlantě ze dne 21 září 2004, které právní moci nabylo dne 19. října téhož roku. Šárka Mazánková jej spolu s městem Frýdlant navrhla do ankety Strom roku 2005, kdy jej označili za nejmohutnější strom svého druhu v celé České republice. Od účastníků ankety získal 3691 hlasů, což ho vyneslo na páté místo. Tehdejší starostka Višňové Marie Matoušková oceňovala, že účast stromu v klání spojila lidi z celého Frýdlantska. Motivovala například občany z Nového Města pod Smrkem, kteří si na svém pozemku rovněž vysadili jilmy vazy.

## Popis
Strom dosahuje výšky 32 metrů a obvod jeho kmene činí 482 centimetrů. Kolem něj je zřízeno ochranné pásmo mající tvar kruhu, jehož poloměr odpovídá desetinásobku průměru kmene stromu v době jeho prohlášení za památný strom. Pásmo tak zahrnuje pozemky parcelní číslo 48/1, 50 a 53/1 v katastrálním území nazvaném Poustka u Frýdlantu.